# Góry Mokre (gromada)
Góry Mokre – dawna gromada, czyli najmniejsza jednostka podziału terytorialnego Polskiej Rzeczypospolitej Ludowej w latach 1954–1972.
Gromady, z gromadzkimi radami narodowymi (GRN) jako organami władzy najniższego stopnia na wsi, funkcjonowały od reformy reorganizującej administrację wiejską przeprowadzonej jesienią 1954 do momentu ich zniesienia z dniem 1 stycznia 1973, tym samym wypierając organizację gminną w latach 1954–1972.
Gromadę Góry Mokre z siedzibą GRN w Górach Mokrych utworzono – jako jedną z 8759 gromad na obszarze Polski – w powiecie koneckim w woj. kieleckim, na mocy uchwały nr 13d/54 WRN w Kielcach z dnia 29 września 1954. W skład jednostki weszły obszary dotychczasowych gromad Góry Mokre, Góry Suche, Kajetanów, Mojżeszów, Stara Wieś, Zagacie i Żeleźnica oraz wieś Kaleń z dotychczasowej gromady Kaleń ze zniesionej gminy Góry Mokre w tymże powiecie. Dla gromady ustalono 21 członków gromadzkiej rady narodowej.
1 stycznia 1959 do gromady Góry Mokre przyłączono kolonie Józefów i Giepnerów ze zniesionej gromady Gaj w tymże powiecie.
31 grudnia 1959 do gromady Góry Mokre przyłączono wsie Borowa, Piskorzeniec, Niwki i Wojciechów, kolonie Sewerynów, Dawidów i Wilki oraz gajówkę Dziecin Wyszyna ze zniesionej gromady Borowa w tymże powiecie.
Gromada przetrwała do końca 1972 roku, czyli do kolejnej reformy gminnej.